# 일본문화채널 사쿠라

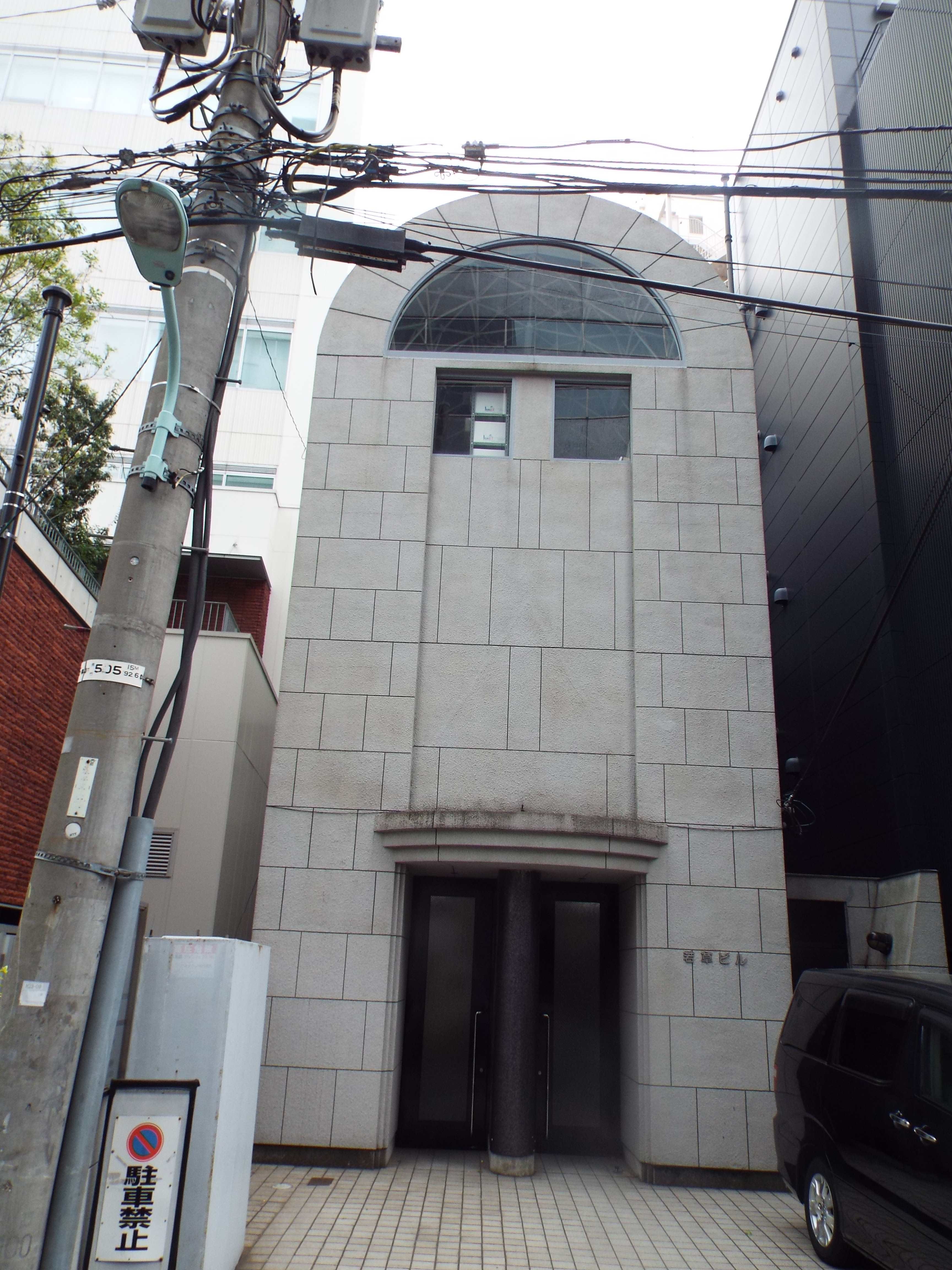
사무국

주식회사 일본문화채널 사쿠라(일본어: 日本文化チャンネル桜 닛폰 분카 찬네루 사쿠라[*])는 2004년 4월 6일에 설립된 일본의 우익계 방송국이다. 주로 채널 사쿠라(チャンネル桜)라는 약칭으로 부른다.

## 정치적 입장
한국이 주장하는 종군 위안부 문제에 대해서는 근거가 없는 루머로 보고 있으며, 독도를 둘러싼 영토문제에 대해서도 대한민국에 의한 침략이기에 일본으로의 반환을 요구하고 있다.

## 같이 보기
- 미즈시마 사토루 - 방송국 설립자
- 다모가미 도시오 - 방송국과 협력관계인 일본우익단체 '힘내라 일본' 전국 행동위원장